# Türkmenbaşy (város)
Türkménbasi vagy türkmén írással Türkmenbaşy, város Türkmenisztánban, a Kaszpi-tenger keleti partjának egy öble mentén. Korábbi orosz neve: Krasznovodszk (Красноводск).
Az ország olajfinomító iparának központja. Egy nagy nemzetközi kikötő és egy nemzetközi forgalmú repülőtér is található itt. A közép-ázsiai, Transz-Kaszpi-vasút végállomása.

## Történelem
Egy orosz herceg már 1717-ben létrehozott egy titkos erődített települést ezen a helyen. Hivatalosan a települést 1869-ben alapították, mint erődítményt és kikötőt. A Kubadag-hegy lábánál amfiteátrum-alakban épült város később közlekedési csomópont lett.
1993-ban Saparmyrat Nyýazow-ról, a türkmén diktátor formális nevéről (Türkmenbaşy = "minden türkmén vezetője") a várost is Türkmenbaşy-ra keresztelték.

## Demográfia

### Népességének növekedése
| Lakosok száma | 23 262 | 39 272 | 48 840 | 53 131 | 58 854 | 63 000 | 86 800 | 68 292 |
|               | 1939   | 1959   | 1970   | 1979   | 1989   | 1995   | 2004   | 2005   |

## Közlekedés

### Légi
Repülőtere a Türkménbasi nemzetközi repülőtér.